# 韓儀
韓儀（?—?），字羽光，唐朝京兆万年人。
韩仪以翰林学士为御史中丞。其兄韩偓被贬的第二年，唐昭宗宴會文思球场，朱全忠入內，百官坐在庑下，朱全忠大怒，天祐元年（904年）七月初四，迫使唐昭宗下制金紫光禄大夫、行御史中丞、上柱国韩仪责授棣州司马，侍御史归蔼责授登州司户参军。